# Kecamatan Wulanggitang (distrikt i Indonesien)
Kecamatan Wulanggitang (indonesiska: Wulanggitang) är ett distrikt i Indonesien.   Det ligger i provinsen Nusa Tenggara Timur, i den sydöstra delen av landet, 1 800 km öster om huvudstaden Jakarta.